# 輔子内親王
輔子内親王（ほしないしんのう）は、村上天皇の第7皇女。母は中宮・藤原安子（右大臣・藤原師輔の娘）。伊勢斎宮。同母兄弟姉妹に冷泉天皇、為平親王、円融天皇、承子内親王、資子内親王、選子内親王。二品。

## 経歴
応和元年（961年）11月、妹の資子内親王とともに父である村上天皇との対面の儀を行う。応和4年（964年）4月に母の安子が死去。康保2年（965年）8月27日、初笄を行う。康保4年（967年）5月には父の村上天皇が崩御。
安和元年（968年）7月1日、冷泉天皇代の斎宮に16歳で卜定され、同年12月25日（969年）に右近衛府を初斎院に定めて入ったが、翌安和2年（同969年）11月4日、冷泉天皇の譲位によりそのまま退下した。正暦3年（992年）3月3日、40歳で死去。
輔子内親王の死については、『大鏡』に「御物のけこはくてうせ給にき」（生霊死霊などの祟りが強くて亡くなられた）とあり、同母兄・冷泉天皇と同じく精神を患った可能性がある。